# Радів
Ра́дів (до 1940-х років — хутір Радів-Колонія) — село в Україні, у Млинівській селищній громаді Дубенського району Рівненської області. Населення становить 318 осіб.

## Географія
Селом пролягає автошлях Т 1806.

## Історія
У 1906 році село Млинівської волості Дубенського повіту Волинської губернії. Відстань від повітового міста 18 верст, від волості 21. Дворів 39, мешканців 178.
7 (20) листопада 1917 року, відповідно до Третього Універсалу Української Центральної Ради, увійшло до складу Української Народної Республіки.
12 червня 2020 року, відповідно до розпорядження Кабінету Міністрів України № 722-р від «Про визначення адміністративних центрів та затвердження територій територіальних громад Рівненської області», увійшло до складу Млинівської селищної громади.
19 липня 2020 року, в результаті адміністративно-територіальної реформи та ліквідації Млинівського району, село увійшло до складу Дубенського району.

## Населення

### Мова
Розподіл населення за рідною мовою за даними перепису 2001 року:
| Мова       | Кількість | Відсоток |
| ---------- | --------- | -------- |
| українська | 317       | 99.69%   |
| російська  | 1         | 0.31%    |
| Усього     | 318       | 100%     |